# Mar de Tràcia
La mar de Tràcia (en grec Θρακικό Πέλαγος, Thrakikó Pélagos; en turc Trakya Denizi) és la part septentrional de la mar Egea, que banya les costes gregues de Macedònia i Tràcia i la part nord-oriental de Turquia. D'oest a est, s'estén des de la península del Mont Atos, a la Calcídica, fins a la península de Gal·lípoli, als Dardanels. S'acostuma a citar el paral·lel 40°N com a límit meridional, amb les illes de Lemnos i Ténedos (Bozcaada). Inclou, a més a més, les illes de Tassos, Samotràcia i Imbros (Gökçeada).
Forma diversos entrants a la costa, com els golfs de Ierissós i Estrimònic, a la part occidental; el golf de Kavala, a la costa nord, i el de Saros, a la part oriental. Hi desemboquen els rius Estrímon, Nestos i Evros o Meriç, que marca la frontera entre Grècia i Turquia. Els ports principals són les ciutats gregues d'Alexandrúpoli, Kavala i Tassos, i a la seva riba hi ha l'estació balneària de Loutrà Eleftheron, prop de Kavala.